# Ahmed Adam (Leichtathlet)
Ahmed Adam (Ahmed Adam Salah; * 10. Januar 1966) ist ein ehemaliger sudanesischer Langstreckenläufer.
Bei den Crosslauf-Weltmeisterschaften 1986 in Colombier belegte er den 236. Platz.
1996 kam er beim Marathon der Olympischen Spiele in Atlanta mit seiner persönlichen Bestzeit von 2:25:12 h auf den 68. Platz.